# Імажонім
Імажоніми ́(від лат. imago — «зображення, картина, портрет, статуя, бюст») — власні назви (оніми, пропріативи) на позначення творів образотворчого мистецтва, різновид, артионімів (назви будь-якого художнього та публіцистичного твору, витвору образотворчого, музичного й театрального мистецтва) та ідеонімів.

## Види імажонімів
З-поміж імажонімів дослідники виділяють:
- піктоніми — власні назви предметів живопису
- графіконіми — графічних творів
- гравюроніми — найменування гравюр
- скульптуроніми — номени скульптур.

До складу імажонімів М. Торчинський також залучає такі види мистецтва:
- ікононіми — власні назви ікон
- фотооніми — номени фотографій (переважно художнього характеру)
- букетоніми — найменування букетів, квіткових композицій, ікебан тощо.

## Структура імажонімів
Структура імажонімів, як і ідеонімів загалом, — малодосліджене поняття в українському мовознавстві. Сучасні лінгвісти працюють над цим питанням, проводячи різносторонній комплексний та компонентний аналіз. Розглядаючи структуру онімів на структурно-синтаксичному рівні, вчені, зазвичай, виділяють такі моделі:
- однокомпонентні пропріативи — складаються з одного повнозначного слова або одного повнозначного і службових компонентів;
- двокомпонентні пропріативи — складаються з двох повнозначних компонентів;
- багатокомпонентні пропріативи — складаються з трьох або більше повнозначних компонентів (іноді це бувають паремії, заримовані рядки тощо).

М. Цілина, досліджуючи структуру українських імажонімів ХХ-ХХІ століття, виділяє такі типи:
- однокомпонентні імажоніми — складаються з одного повнозначного слова, семантика якого сконцентрована в основному на специфіці зображуваного. Другий вид однокомпонентних власних назв — ті, які складаються з одного службового та одного самостійного слова. У таких випадках прийменник, зазвичай, додає локативного чи темпорального значення;
- двокомпонентні імажоніми, або, як їх називає М. Торчинський оніми-словосполуки, — складаються з двох повнозначних слів, найчастіше поєднані підрядним зв'язком;
- багатокомпонентні назви або оніми-фрази — найстрокатіша група, куди входять пропріативи з трьома і більше повнозначними компонентами, оформленими як складні словосполучення. Іноді це також прості або складні речення, чи навіть два речення або ж римовані рядки, а також паремії .

Різноманітність класифікацій та підходів до вивчення артионімів містить літературна ономастика, оскільки деякі вчені залучають її саме до ідеонімії. Так, українська дослідниця Н. Попович проаналізувала структуру літературно-художньої антропонімії української драматургії ХІХ–ХХ ст. і виокремила однослівні, двослівні та багатослівні найменування . Л. Шестопалова, скажімо, розглядаючи специфіку антропонімів у химерній прозі В. Дрозда, визначила двокомпонентні та трикомпонентні антроповжитки . Водночас авторка володіє терміном «тричленні антропомоделі». Досліджуючи антропонімію роману Ю. Яновського «Чотири шаблі», Г. Шотова-Ніколенко вказує на перевагу двочленних антроформул у змалюванні військового середовища . Однак ця класифікація є суміжною дослідженню будь-яких антропонімів. Тобто загальний антропонімний поділ можна застосувати й до поетоантропонімного. Так само, наприклад, О. Суперанська здійснює класифікацію топонімів за будовою: однослівні — прості (похідні, непохідні), складні та багатослівні, — котру цілком можливо використати для поетотопонімічної градації . Та такий підхід у випадку ідеонімії повинен бути універсальним, тобто враховувати специфіку побудови не лише поетонімних одиниць, а й артионімних, бібліонімних, гемеронімних тощо.
Складені найменування також можуть бути різними за моделями. Найчастіше це підрядні словосполучення, з-поміж яких найпоширенішими моделями є:
- іменник + іменник;
- займенник + іменник;
- прикметник + іменник;
- прикметник + іменник;
- іменник + числівник;
- дієприкметник + іменник;
- числівник + прикметник;
- прислівник + прислівник.

Також широко представлені сурядні словосполучення, але не настільки часто, як підрядні. Іноді серед двокомпонентних чи багатокомпонентних предикативних конструкцій фіксуємо прості односкладні чи прості непоширені. Найменше трапляються пропріативи, що складаються з двох чи більше простих поширених предикативних одиниць або складних речень.

## Функції імажонімів
Досліджуючи імажоніми, варто зазначити, що кожна власна назва цього типу є багатофункціональною. Всі імажоніми, окрім звичної основної функції — номінативної, включають в себе й ряд інших: інформаційну, емоційно-естетичну, комунікативно-прагматичну, акумулятивну.
Функції імажоніма не слід плутати з, власне, інформацією, яку вони передають. Проте О. Бурмистрова, досліджуючи функціонал артионімів загалом, звертає увагу на те, що інформаційна функція тотожна з енциклопедичною інформацією власних назв. Але дослідниця зазначає, що однакові найменування різних творів мистецтва, тим не менш, виконують різну функцію. Вчена наводить такий приклад: імажонім «Золота осінь» — пропріатив, що називає полотна різноманітних художників і володіє різною інформацією про конкретне місце, час та дію, проте ця інформація викликатиме схожі конотації у реципієнта, а також виконуватиме одну і ту ж естетичну функцію . Також варто наголосити на тому, що інформаційна функція — дуже важлива в імажонімії, тому що почасти художники, особливо імпресіоністи, експресіоністи, абстракціоністи та й загалом постмодерністи, будують свої картини на основі кольоропередачі, власних вражень щодо зображуваного, а тому дійсність, що написана на полотні, будує чимало індивідуальних концептів та різноманітних конотацій у свідомості глядача. Таким чином, інформаційна функція імажоніма, має на меті допомогти реципієнту правильно сприйняти зображення, певною мірою «пояснити» задум митця.
Не менш важливою є й емоційно-естетична функція імажоніма. Варто зазначити, що вона дещо специфічна для такого виду власних назв, адже це частина творчого процесу, що відображає естетичне ставлення митця до дійсності, яке діє на сприйняття реципієнтом мистецького об'єкту. Емоційно-естетична функція пропріативів такого типу пов'язана з його художнім значенням, яке творить можливість сприймати можливість сприймати імажонім як певний закодований текст.
Про комунікативно-прагматичну функцію артионімів та імажонімів як їх підвиду говорять різні дослідники. Наприклад, Людмила Дука твердить, що цю функцію в імажонімії репрезентує ряд інших функцій: номінативна та інформативна, де маються на увазі іносказання і натяки, а також вживання емоційно-навантаженої лексики, що впливає на установку та поведінку сприйняття реципієнта . Тобто, іншими словами, ця функція імажоніма полягає у тому, щоб назва мистецького твору викликала у глядача бажання подивитися на картину. Таким чином, маємо на увазі, що комунікативно-прагматична функція, певною мірою, повинна зацікавити, привернути увагу реципієнта.
Окрім вищезгаданих функцій, можемо говорити про акумулятивну — власна назва збирає та зберігає у собі інформацію, наприклад, про зображені місце, час та дію.
Отже, можемо зробити висновок, що імажоніми поєднують у собі різноманітні функції. Основними серед них є номінативна та інформаційна, а також ряд вторинних, проте не менш важливих — емоційно-естетичну, акумулятивну та комунікативно-прагматичну. Усі ці функції відображають суть імажонімів, їхнє призначення, а також здатність не лише називати мистецький твір, а й комунікувати з реципієнтами.